# Geobug-i dallinda
Geobug-i dallinda (거북이 달린다?, Kŏbuki tallintaMR), noto anche con il titolo internazionale Running Turtle, è un film del 2009 scritto e diretto da Lee Yeon-woo.

## Trama
Jo Pil-seong è un poliziotto che si ritrova a dover catturare il pericoloso evaso Song Gi-tae, cosa che si rivelerà più complicata del previsto.